# Baker Beach

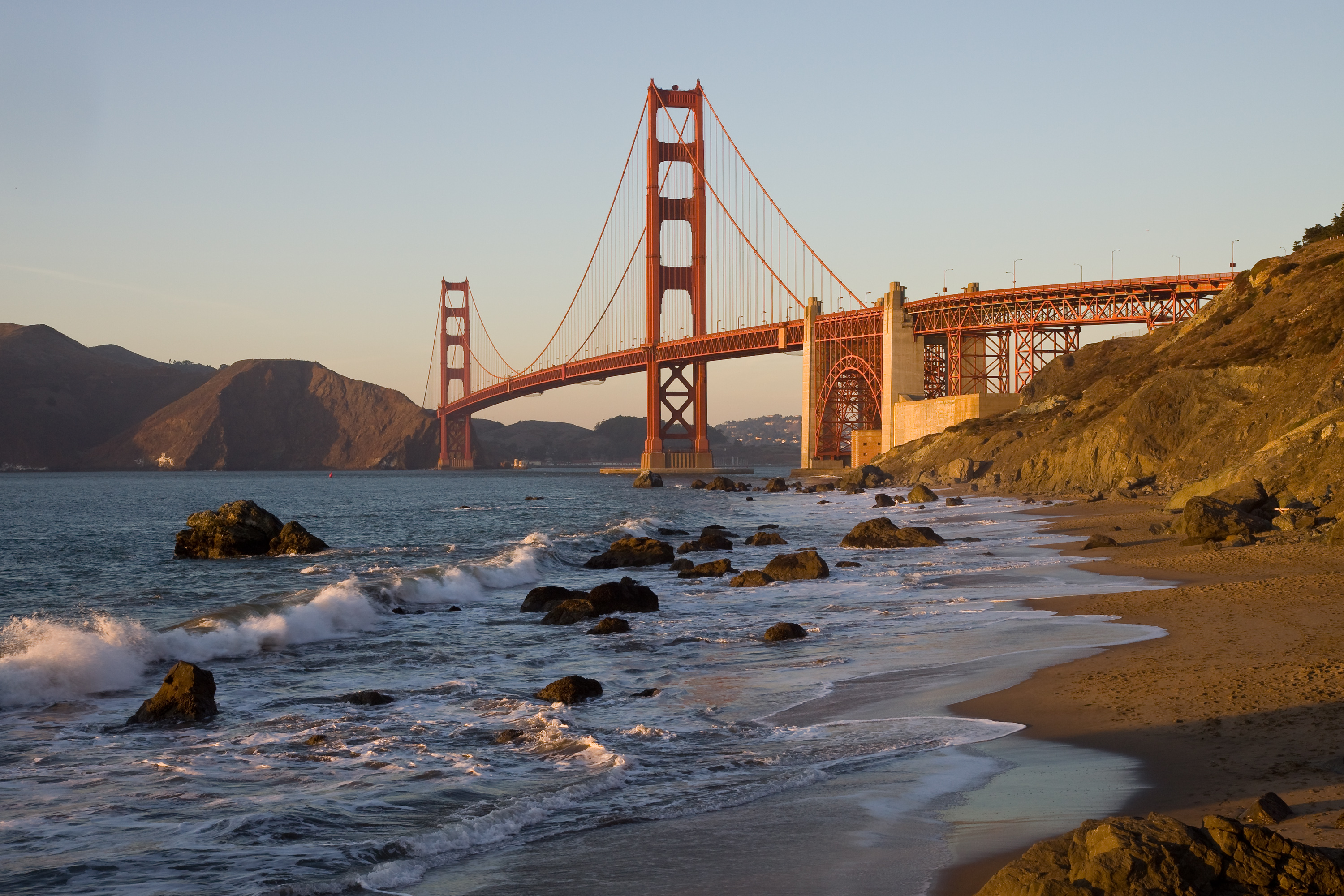
Baker Beach met de Golden Gate Bridge op de achtergrond.

Baker Beach is een strand op het schiereiland van San Francisco. Het strand ligt op de kust van de Grote Oceaan ten noordwesten van San Francisco. Het strand is ruim 800 meter lang en begint bij de Golden Gate Bridge. Baker Beach maakt deel uit van het presidio van San Francisco, wat een militaire basis vanaf de oprichting van San Francisco in 1812 tot 1997 was. Vanaf 1986 tot 1990 was het de plek waar het festival Burning Man werd gehouden. Later verhuisde dit festival naar Black Rock Desert.